# Сузи

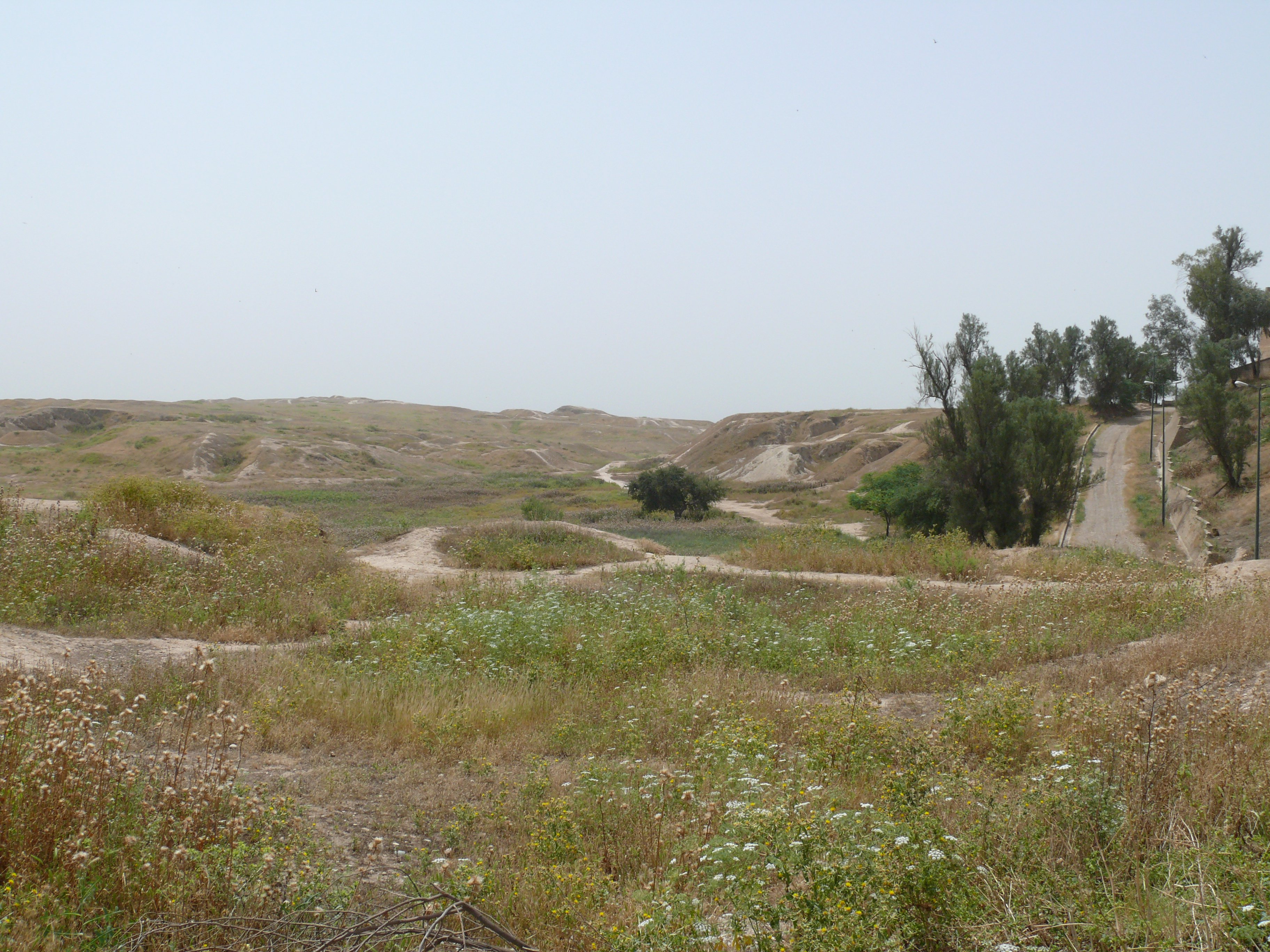
Сузи — пагорби тепе давнього міста (ліворуч) та акрополя (праворуч). Знімок з пагорба ападани

Су́зи, іноді Су́за (дав.-гр. Σοῦσα), перською Шуш, вірменською Шушан — стародавнє місто, первісно столиця Еламу, а згодом перських царів (Ахеменідів). Головне місто перської провінції Сузіани. Руїни нині розташовані поблизу міста Дезфул в Ірані.

## Історія

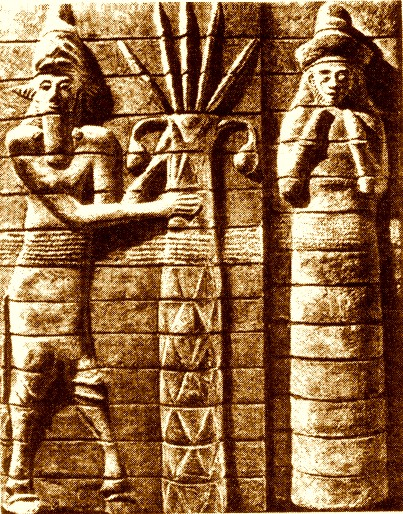
Нинхурзаг и дерево життя, Сузи

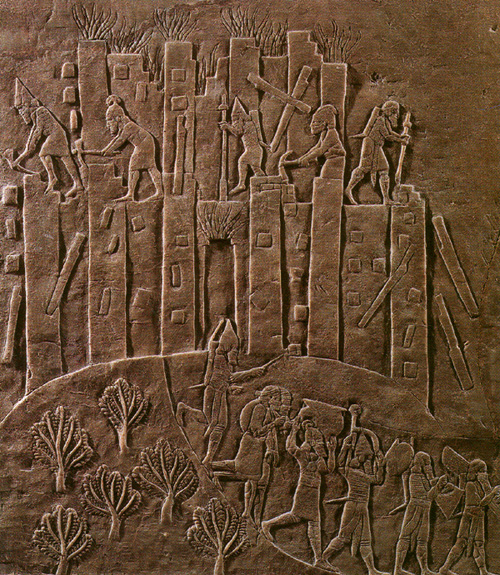
Жорстока кампанія Ашурбаніпала: спалення столиці Еламу Суз, зображення на рельєфі, 647 до н. е.

Письмово згадується вже Есхілом, в області Кіссія. Розташовувалось між притоками Тигра — річками Хоастом і Евлаєм. Завдяки своєму теплому клімату служив зимовою резиденцією перських царів. Свою назву отримало від лілій (Сусан, або Шушан), якими рясніла ця місцевість.
Дослідниками встановлено, що в 4 тисячолітті до н. е. місто вже існувало. До першої половини 3 тисячоліття до н. е. Сузи вже стали значним політичним і економічним центром. Про це свідчать знахідки гробниць царів, численні й різноманітні знаряддя праці, зброя, вироби із золота. У другій половині 3 — першій третині 1 тисячоліття до н. е. Сузи стають столицею Еламу. Саме цим часом датовані видатні пам'ятки еламського мистецтва, серед яких бронзова статуя Напір-Асу, низка пам'яток, імовірно, захоплених еламітами під час походів у Месопотамію. Серед останніх виділяться стела Нарамсіна та стела з Кодексом Хаммурапі.
У 645 до н. е. асирійці, очолювані царем Ашшурбаніпалом, розграбували та зруйнували Сузи.
У 538 до н. е. перси під проводом Кира Великого завойовують місто і перетворюють його на зимову резиденцію Ахеменідів.
У 4 столітті до н. е. Александр Македонський повністю підкорив Імперію Ахеменідів, Сузи здались йому без опору. З того часу місто набуває усіх рис типового грецького поліса. Саме у Сузах Александр Македонський та його полководці святкували своє одруження з персіянками.

## Дослідження

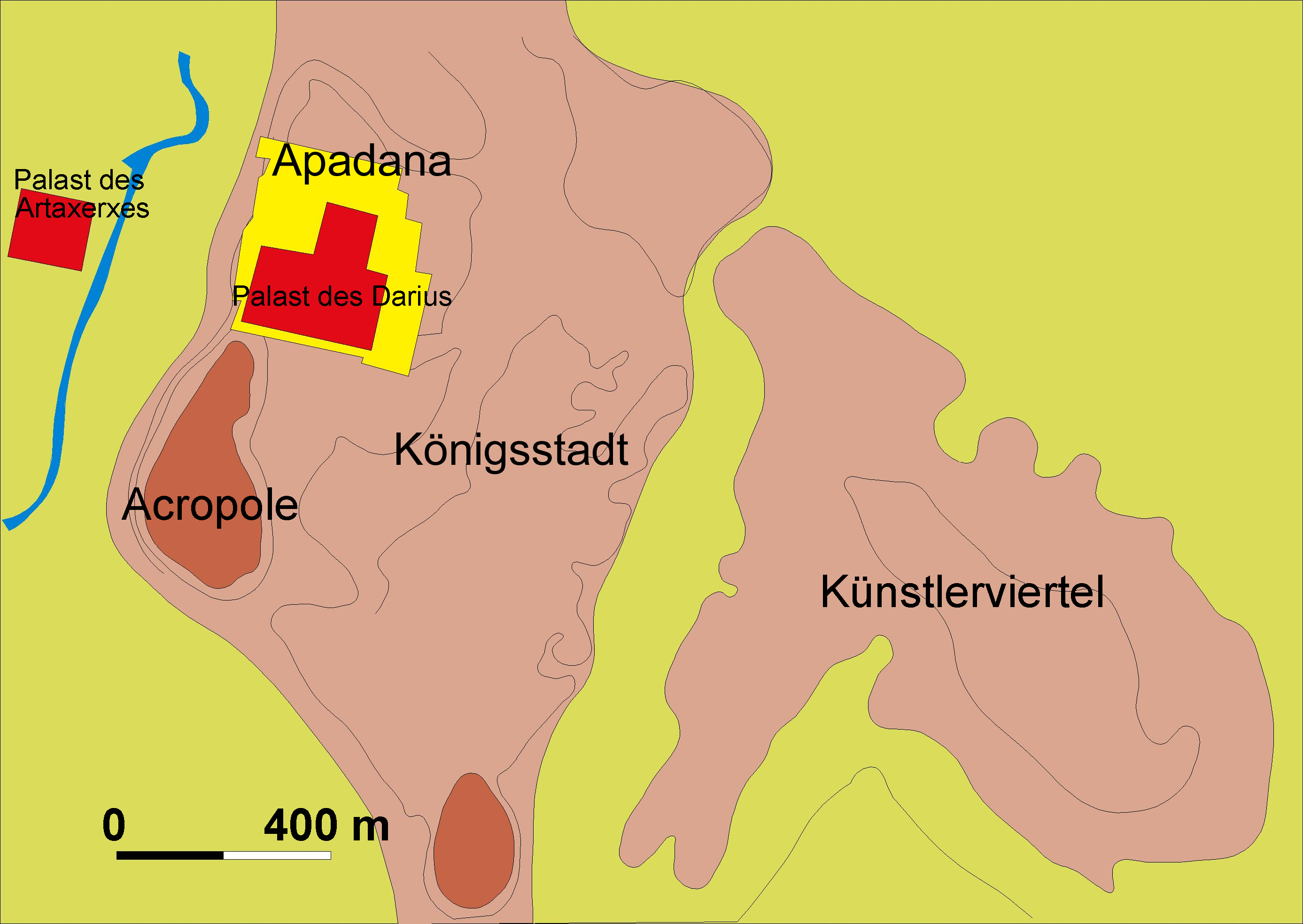
Археологічна мапа Суз

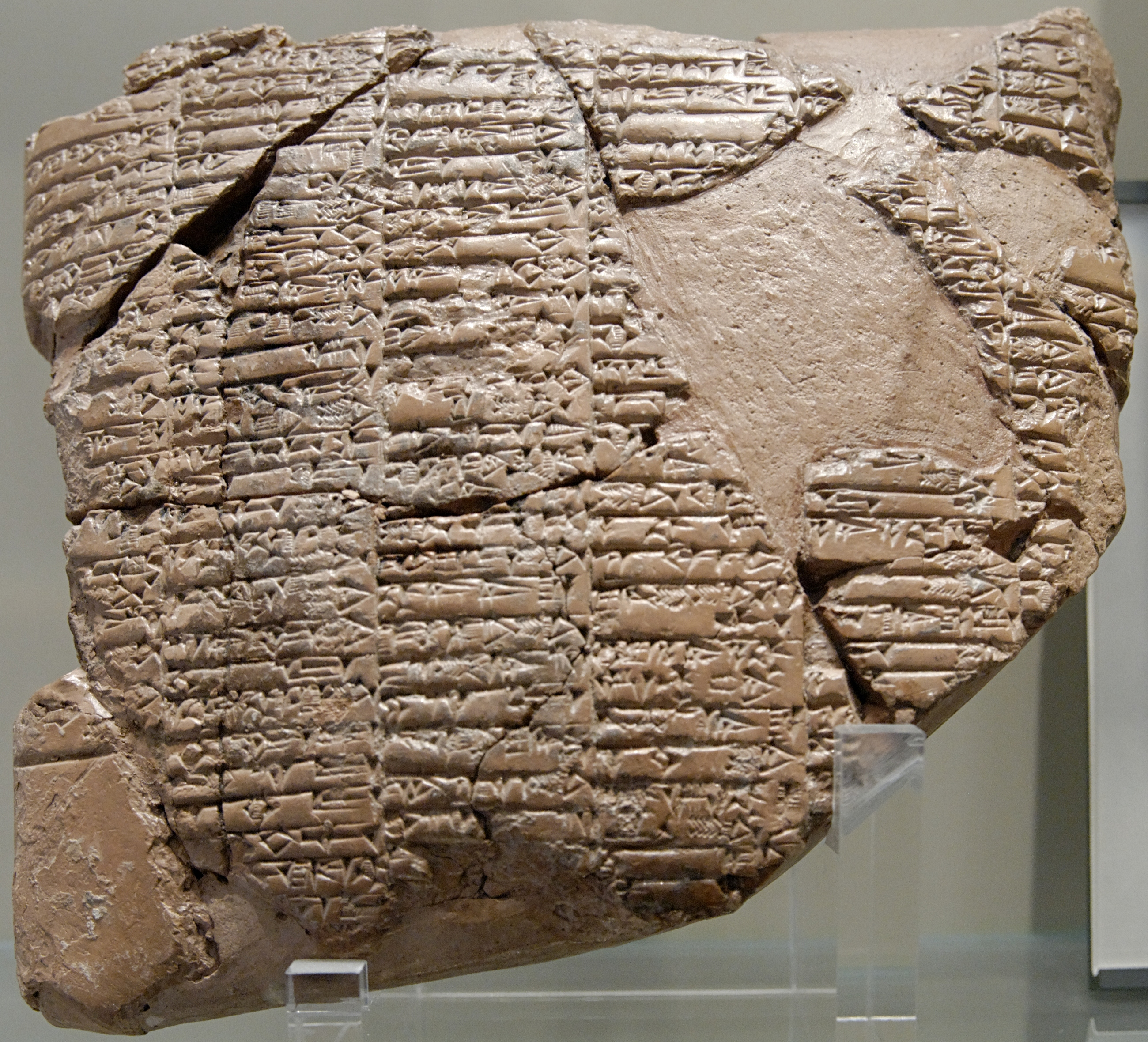
Договір з аккадським царем Нарамсіном

Розкопки археологічної ділянки давніх Суз тривають з 1885–1886, започатковані французькими науковцями, серед яких Марсель-Агуст Дьйолафуа, Жак де Морган, Р. Меккенемом та археологом українського походження Романом Гіршманом.
Залишки давніх Суз являють собою 4 пагорби:
- на півдні — пагорб акрополя (царське місто Еламу)
- на півдні — пагорб ападани; тут розташовуються руїни палацу доби Ахеменідів, який існував з 521 до н. е. до першої половини 4 століття до н. е., власне ападана і храм вогню);
- на сході — пагорб царського міста; це резиденція знаті доби як Ахеменідів, так і Сасанідів;
- на заході — так званий, пагорб міста ремісників, являє собою руїни парфо-селевкідский некрополь.

Археологічні дослідження ділянки давніх Суз виділили культурні шари від першої половини 4 тисячоліття до н. е. до 1 тисячоліття нашої ери. У найдавнішому енеолітичному шарі виявлені залишки землеробського поселення, яке було оточеним стіною, знайдена розписна кераміка, кам'яні і примітивні мідні знаряддя. Вивчення пізніших культурних шарів засвідчило безперервне розростання поселення, виникнення монументальної архітектури, розвиток металургії, а також появу протоеламської піктографічної писемності.
Неоціненне наукове значення мають знайдені в Сузах пам'ятки клинописної писемності: зокрема, договір з аккадським царем Нарамсіном (тобто Нарам-Суеном), записи еламських царів, а також документи господарської звітності, печатки.
Найбільш пізні знахідки на археологічній ділянці Суз датуються 9–10 століттями н. е.

## Палац в Сузах
Місто було побудоване прямокутником, з околицею в 120 стадій. Не мало стін, проте мало укріплений кремль (τα Μεμνόνια), у якому розташовувався палац і головна скарбниця царів. За свідченнями античних істориків, все місто вибудували тільки з цегли й асфальту.
Стародавній палац еламських царів був побудований на штучному пагорбі. Дарій I знайшов його занадто тісним для себе і перебудував за власним смаком. В добу Ксеркса І, палац згорів, а років сто потому в добу правління Ксеркса II його відбудовано наново.

### Палац Дарія

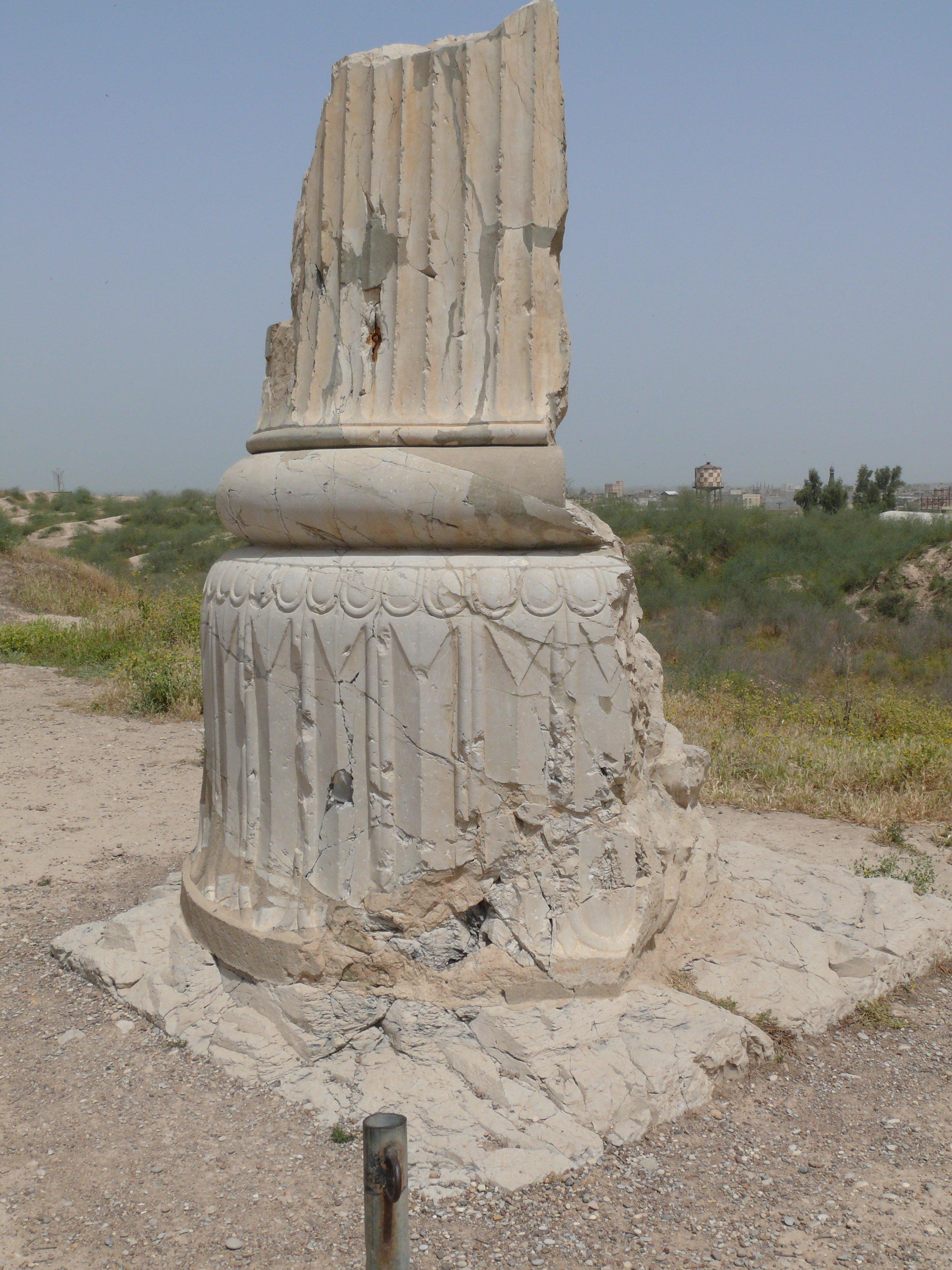
Іонічна колона північного портику ападани
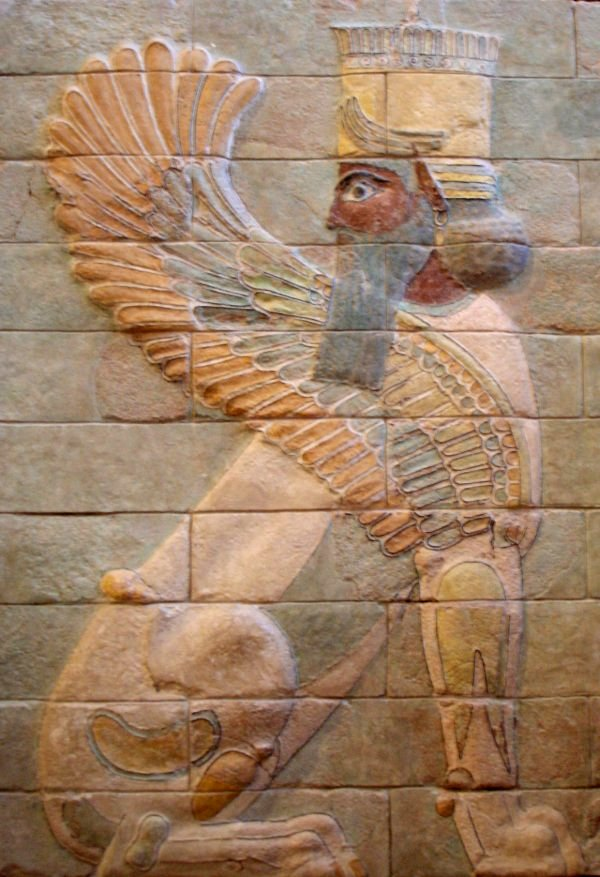
Крилатий сфінкс
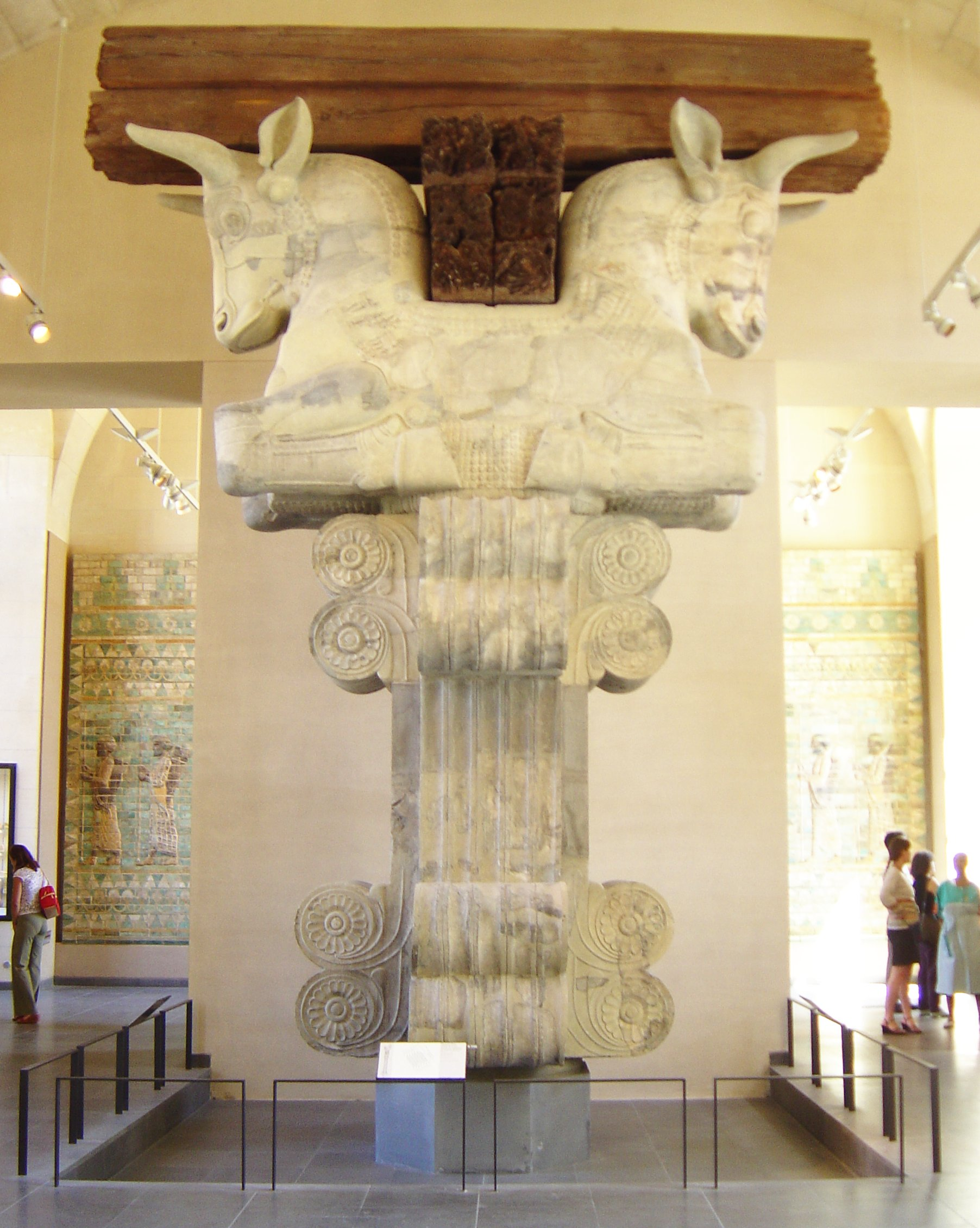
Колона із капітеллю-головами биків
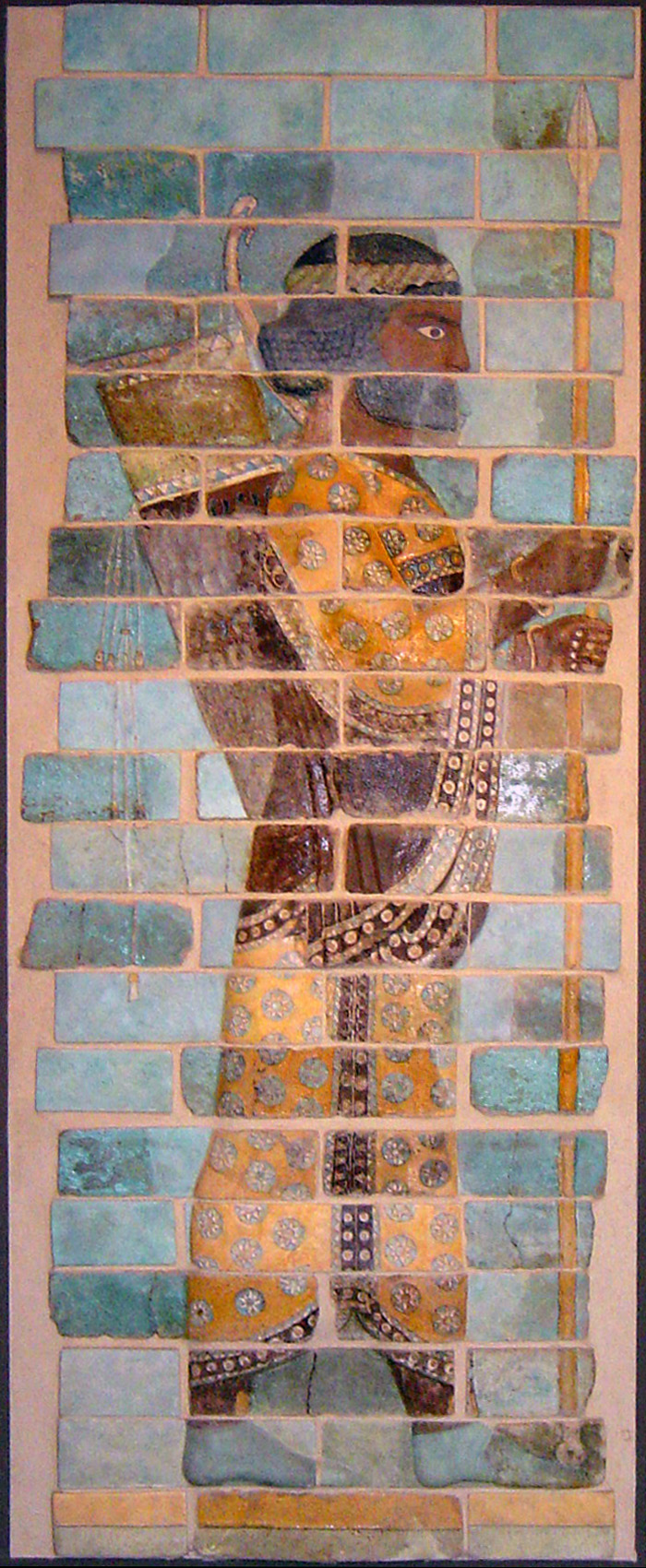
Воїн з фризу лучників